# نادي البرج
نادي البرج الرياضي هو ناد كرة قدم لبناني مقره في برج البراجنة، بيروت،  تأسس النادي في 1967، وفاز بكأس الاتحاد اللبناني في 1993.
في 6 مايو 2019، أعلن النادي عن رئيسه الجديد وهو نبيه فادي ناصر خلفا للرئيس المستقيل عدنان ياسين.

## أنصار
تأسس البرج كأول نادي في المنطقة، واعتبر ممثلًا لجميع أسر البلدة،  وبعد إدخال مجموعات الالتراس في لبنان في عام 2018، تشكلت في بداية موسم دوري الدرجة الثانية اللبناني 2018-1919.

## تنافسات النادي
تاريخياً اعتبر شباب الساحل منافس برج الرئيسي حيث يتقاتل كلاهما من أجل التفوق على ضواحي الضاحية،  وقد أطلق على المباراة اسم «ضاحي دربي»،  تنافس مهم آخر مع شباب البرج، وذلك بسبب أن كلاهما يقعان في منطقة برج البراجنة.

### دوري الدرجة الثانية 2018
فاز البرج على الاجتماعي (4-2)، في ملعب طرابلس في إطار الدوري اللبناني الدرجة الثانية، وسجل للبرج حسن حمود في الدقيقة الخامسة، وكيتا في الدقيقة 42 و50، وعبد الكريم خليل في الدقيقة 61.

## مرتبة الشرف
- كأس الاتحاد اللبناني : 1

1993